# فستوكة محروقة
الفستوكة المحروقة (باللاتينية: Festuca ustulata) نوع نباتي يتبع جنس الفستوكة من الفصيلة النجيلية.

## الموئل والانتشار
موطنها بلاد الشام وتركيا وكريت.

## الوصف النباتي
النبات عشبي معمر.

## مرادفات للاسم العلمي
- (باللاتينية: Festuca indigesta f. ustulata St.-Yves)